# Saint-Pierre-en-Faucigny
 Saint-Pierre-en-Faucigny  es una población y comuna francesa, en la región de Ródano-Alpes, departamento de Alta Saboya, en el distrito de Bonneville y cantón de La Roche-sur-Foron. 

## Demografía
| 2205 | 2468 | 2701 | 3088 | 3787 | 5053 |
| Para los censos de 1962 a 1999 la población legal corresponde a la población sin duplicidades (Fuente: INSEE [Consultar]) |      |      |      |      |      |